# Urobilin
Urobilin, C33H42N4O6 är ett orangegult fast ämne med komplicerad kemisk sammansättning. Det är en omvandlingsprodukt av bilirubin och bidrar i viss mån till färgen hos urin och avföring.

## Metabolism
Urobilin genereras från nedbrytningen av heme, som först bryts ned genom biliverdin till bilirubin. Bilirubin utsöndras sedan som galla, vilken ytterligare bryts ned av mikrober som finns i tjocktarmen, till urobilinogen. En del av detta återstår i tjocktarmen, och dess omvandling till stercobilin ger avföring dess bruna färg. En mindre del återabsorberas in i blodströmmen, där den oxideras till urobilin och slutligen utsöndras via njurarna, vilket ger urin dess gula färg.

## Funktion
Många urinprov anger mängden urobilin i urinen, eftersom dess nivåer kan ge insikt om effektiviteten i urinvägarnas funktion. Normalt skall urin vara antingen ljusgul eller färglös. Brist på vattenintag, till exempel efter sömn eller uttorkning, minskar vattenhalten i urinen, vilket koncentrerar urobilin och medför en mörkare färg av urinen. Obstruktiv gulsot minskar utsöndring av gallabilirubin, som sedan utsöndras direkt från blodomloppet i urinen, vilket ger en mörkfärgad urin men med en paradoxalt låg urobilinkoncentration, ingen urobilinogen, och oftast med motsvarande bleka avföring. Mörkare urin blir också följd av andra kemikalier, såsom olika intagna kostkomponenter eller droger, porfyriner i porfyri och homogentisisk syra hos patienter med alkaptonuria. 